# Corrosion
Corrosion è il terzo album in studio del gruppo musicale canadese Front Line Assembly, pubblicato nel 1988.

## Tracce
Side 1
1. Lurid Sensation – 4:05
2. Right Hand of Heaven – 5:46
3. Concussion – 4:14
4. On the Cross – 5:49

Side 2
1. Conflict – 5:54
2. Controversy – 5:20
3. Dark Dreams – 6:05
4. The Wrack Part III – Wisdom – 2:00